# Phyllis Haver

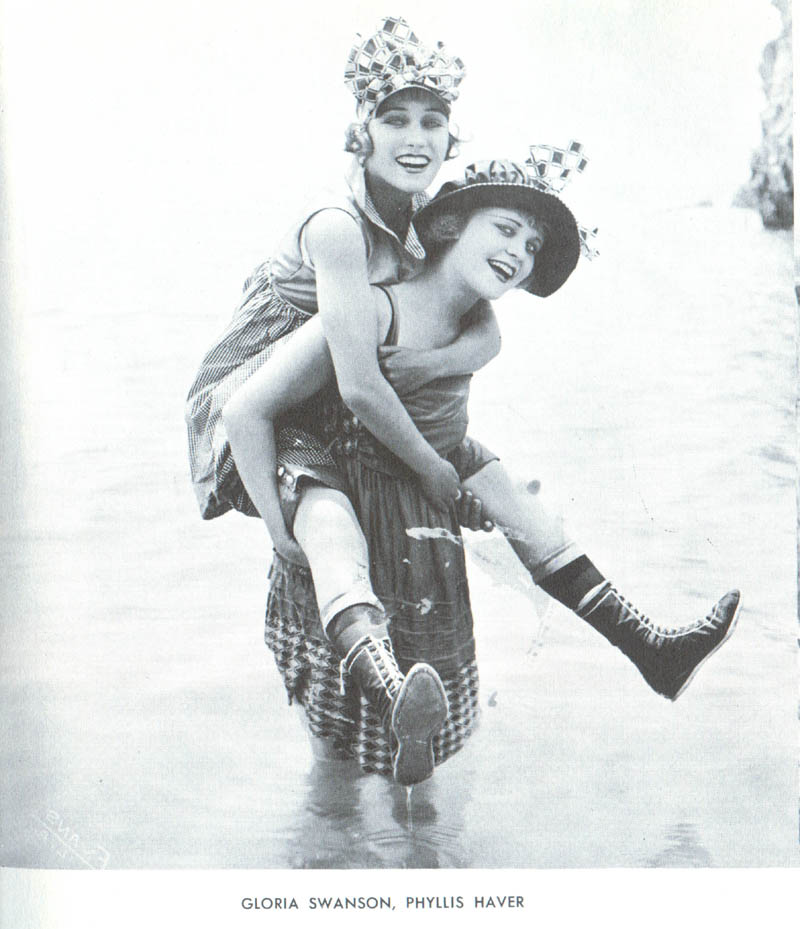
Gloria Swanson i Phyllis Haver fent de Bathing Beauties de Sennett

Phyllis Haver (Douglass (Kansas), 6 de gener de 1899 − Sharon (Connecticut), 19 de novembre de 1960) va ser una actriu de cinema mut.

## Biografia
Phyllis O’Haver va néixer a Kansas el 1899 però al cap d’uns anys la seva família es traslladà a Califòrnia. S’inicià en el mon del cinema després de fer una audició per caprici per a Mack Sennett que la va contractar com una de les seves “Sennett Bathing Beauties” originals. Passats uns anys va començar a aparèixer en papers molt secundaris a la Sennett Studios fins a aconseguir cap el 1919 arribar a tenir papers més preeminents en curtmetratges de dues bobines com a “Among Those Present” (1919), “His Last False Step” o “Hearts and Flowers” (1919). El 1923, Buster Keaton la seleccionar com a protagonista femenina a la seva pel·lícula "The Balloonatic" (1923).
El 1923 abandonà Sennett i la comèdia feu un tomb en la seva carrera. La primera pel·lícula fou per a la Goldwyn i dirigida per Maurice Tourneur: el drama “The Christian” (1923). Actuaria a partir d’aleshores en les seves pel·lícules més recordades. Interpretaria a l'assassina Roxie Hart en la primera adaptació cinematogràfica de “Chicago” (1927). També tindria rols importants a “The Way of All Flesh” (1927) de Victor Fleming, “The Battle of the Sexes” (1928), de D. W. Griffith, o a “Thunder” (1929) amb Lon Chaney.
Haver es va retirar de la indústria amb dues pel·lícules sonores al seu crèdit i en el pic de la seva popularitat. El 1929, es va casar amb el milionari William Seeman i es va retirar poc després del cinema, havent participat únicament en dues pel·lícules sonores. La parella es va divorciar el 1945 i ella va anar a viure sola a Falls Village, Connecticut. Haver va morir el 19 de novembre de 1960 als 61 anys a conseqüència d’una sobredosi de barbiturics.

## Filmografia
- Those Bitter Sweets (1915)
- Sunshine (1916)
- A Janitor's Vengeance (1917)
- A Dog Catcher's Love (1917)
- Whose Baby? (1917)
- His Unconscious Conscience (1917)
- The Sultan's Wife (1917)
- All at Sea (1917)
- A Bedroom Blunder (1917)
- A Prairie Heiress (1917)
- '49-'17 (1917)
- Roping Her Romeo (1917)
- Their Husband (1917)
- The Pullman Bride (1917)
- Are Waitresses Safe? (1917)
- That Night (1917)
- Whose Little Girl Are You? (1918)
- It Pays to Exercise (1918)
- Those Athletic Girls (1918)
- His Smothered Love (1918)
- Love Loops the Loop (1918)
- Ladies First (1918)
- She Loved Him Plenty (1918)
- The Summer Girls (1918)
- His Wife's Friend (1918)
- Hearts and Flowers (1919)
- Salome vs. Shenandoah (1919)
- A Lady's Tailor (1919)
- Love, Honor and Behave (1920)
- A Small Town Idol (1921)
- Step Forward (1922)
- The Christian (1923)
- The Bolted Door (1923)
- The Temple of Venus (1923)
- The Balloonatic (1923)
- The Common Law (1923)
- The Midnight Express (1924)
- Lilies of the Field (1924)
- The Fighting Coward  (1924)
- Single Wives (1924)
- The Breath of Scandal (1924)
- One Glorious Night (1924)
- The Foolish Virgin (1924)
- The Snob (1924)
- New Brooms (1925)
- After Business Hours (1925)
- I Want My Man (1925)
- Her Husband's Secret (1925)
- A Fight to the Finish (1925)
- The Caveman (1926)
- Up in Mabel's Room (1926)
- Don Juan (1926)
- Other Women's Husbands (1926)
- Hard Boiled (1926)
- The Nervous Wreck (1926)
- 3 Bad Men (1926)
- Fig Leaves (1926)
- What Price Glory? (1926)
- Nobody's Widow (1927)
- The Rejuvenation of Aunt Mary (1927)
- The Fighting Eagle (1927)
- No Control (1927)
- Your Wife and Mine (1927)
- The Wise Wife (1927)
- The Way of All Flesh (1927)
- Chicago (1927)
- The Little Adventuress (1927)
- The Shady Lady (1928)
- The Battle of the Sexes (1928)
- Sal of Singapore (1928)
- Tenth Avenue (1928)
- Thunder (1929)
- The Office Scandal (1929)
- She Couldn't Say No (1930)